# Ашрам Шамбалы
Ашра́м Ша́мбалы — организация последователей Константина Дмитриевича Руднева, основанная в 1989 году в Новосибирске. Организация и её подразделения действовали под различными наименованиями, в том числе «Беловодье», «Путь в Беловодье», «Международная академия „Путь к счастью“», «Международная Академия Счастья», «Эзотерический Ашрам Шамбалы», «Российская тантрическая школа», «Сотиданандана йога-центр», «Школа гейш», «Олирна», «Сила женщины», «Курс Афродиты/Клеопатры».
Некоторыми исследователями, журналистами и российскими правоохранительными органами характеризуется как оккультная тоталитарная религиозная секта, по образу действий сходная с Аум синрикё.
С 1990 по 2010 год филиалы организации действовали на территории двадцати субъектов Российской Федерации (в том числе в Москве и Петербурге), а также в других странах на территории бывшего СССР. Общее количество членов организации в разные годы по разным оценкам составляло от 10 до 20 тысяч человек в возрасте от 17 до 30 лет.

## Основатель и предыстория

Основатель и лидер «Ашрама Шамбалы» Константин Руднев в тюрьме

Основателем и лидером «Ашрама Шамбалы» является выпускник машиностроительного техникума Константин Дмитриевич Руднев (родился 4 августа 1967 в Новосибирскe). Он также известен под псевдонимами «Рулон», «Сотилиан Секориский», «Шри Джнан Аватар Муни», «Алтай Каган Богомудр», «Большой Шаман Алтая Богомудр Алтай Каган». Ещё в 1986 году во время службы в армии Руднев пытался убедить командование войсковой части преобразовать часть в монастырь по образцу Шаолиня, где бы был строгий отказ от вредных привычек, а офицеры бы являлись наставниками и обучали бы солдат восточным единоборствам. Командиры не приняли это предложение и направили Руднева на обследование и лечение в самарскую психиатрическую клинику, где он пробыл до 1989 года. Затем он вернулся в Новосибирск и участвовал со своим братом по отцу в коммерческой фирме «Караван», созданной Александром Харитиди, слушателем лекций которого он был, проводившую платные семинары по восточным нетрадиционным методам лечения, на которых предлагалось обучение йоге, Рэйки, учению Шамбалы, астральному каратэ, снятию порчи. Позднее, после отъезда Харитиди, возглавил ее, организация несколько раз меняла названия. Также Руднев объявил себя Вторым Мессией, пророком и «эмбрионом, попавшим на землю через НЛО», а также пришельцем с Сириуса.

## Основы вероучения
Доктрина Руднева очень синкретична и представляет собой смесь оккультизма, Нью-эйдж, «Живой этики» Рерихов, учения Карлоса Кастанеды, рэйки, астрального каратэ, карма-йоги и контактёрства. В учении Ашрам Шамбалы присутствуют элементы эзотерики, восточных культов и религий, языческих культов, шаманизма и йоги. Также имела место пропаганда расовой гигиены.
Идеологической основой учения группы является автобиографическая книга К. Д. Руднева «Путь дурака», написанная им под псевдонимами «Рулон» и «Сотилиан Секориский». В изложенном в книге учении в скандально-непристойной форме подвергаются осмеянию идеи создания семьи, рождения и воспитания детей, образования и работы, восхваляется беспрекословное подчинение членов организации («садхаков») её лидеру. Пропагандируются беспорядочные половые связи и постоянные «сексуальные практики» («тантра-практики»), которыми следует заниматься исключительно с молодыми и красивыми девушками.

## Руководство организации
- Константин Руднев («Рулон», «Сотилиан Секориский», «Шри Джнан Аватар Муни», «Алтай Каган Богомудр», «Большой Шаман Алтая Богомудр Алтай Каган», «Эмбрион, попавший на землю через НЛО», «Спаситель Человечества», «Пришелец с Сириуса») — лидер секты[4][10][17][19].
- Оксана Спиридонова («Артемида») — «главная жрица», после осуждения К. Д. Руднева выполняет роль руководителя секты[27].
- Павел Хандожко («Шри Ганеша») — «главный наставник», бывший хирург из Псковской области, занимавшийся в секте проведением семинаров по «тантре» («заниматься тантрой» — на жаргоне секты означает «заниматься сексом»). В 2004 году был объявлен в розыск по подозрению в ВИЧ-инфицировании нескольких десятков человек по всей России[4][10][28].
- Вера Брилина — руководитель ячейки в Архангельске[29].
- Николай Корниенков — бывший руководитель воронежской ячейки[3].

## Внутренняя жизнь организации
Для вступления в религиозное движение от неофита требовалось заплатить взнос в размере от четырёх-пяти тысяч рублей, а также полностью оплатить самообучение. Затем новоявленного адепта (на жаргоне секты — «садхака»/«садхачки») окольными путями привозили в один из «ашрамов», представляющих собой обычную городскую квартиру или деревенский дом. Всех рядовых членов «Ашрама Шамбалы» размещали по 16-20 человек в небольших комнатах (в одном случае 15 м²), где они должны были жить, есть и работать. При этом младшие «наставники» проживали в комнате по 2-3 человека, а старший «наставник» имел отдельную комнату.
В секте применялся очень жёсткий распорядок дня. В 6 часов утра (в некоторых в 6:50) — общий подъём с часовой «разминкой» под музыку. Разминка включала в себя монотонные отжимания в упоре лёжа, приседания, упражнения на пресс, с чередованием изматывающими танцами (т. н. «динамическая медитация»). В течение дня подобная «разминка» повторялась через каждый час, включая ночное время.
От адептов требовалось изготавливать и подписывать конверты, сочинять стихи и песни, перепечатывать тексты книг, переписывать на бумагу лекции Руднева и его ближайшего окружения, переписывать музыкальные и видеокассеты, а также изготавливать различные «магические» предметы на продажу во внешний мир. Невыполнение строго установленных норм влекло за собой наказание: голод от 1 до нескольких дней с продолжением работ, выполнение от 200 до 500 отжиманий в упоре лёжа, такого же количества приседаний помимо разминок, чистка туалета, бойкот и одиночество. При отказе адепта от выполнения наказания руководство секты прибегало к приёму коллективной ответственности, заставляя всех остальных рядовых членов отжиматься в присутствии упрямца до тех пор, пока тот не сжалится над страдающими сотоварищами, согласившись подчиниться.
Приём пищи осуществлялся только 2 раза в день в утреннее и вечернее время в часы, установленные руководством секты. Адепты питались из общего котла едой, представлявшей собой баланду из очисток овощей, травы, листьев, перловой или пшённой крупы. Среди членов секты руководство часто устраивало соревнования: еда руками из общего котла, еда на время вместе с раскладыванием пищи по мискам, пересаживания во время приёма пищи, взаимное кормление соседей по столу. По свидетельству очевидцев, адепты Руднева от хронических недоедания и недосыпания впадали в звериное состояние, становясь жадными до любой пищи и готовыми отобрать у соседа лишний кусок. Когда у адептов от истощения начинали выпадать волосы и зубы, то предводители секты им говорили, что: «Вы перерождаетесь в человека шестой расы, которому зубы не нужны, ибо он питается божественной энергией». В то же время руководство секты употребляло в пищу рис, грибы и различные салаты.
По другим данным, суточная норма рядового адепта составляла 1 стакан крупы и 2 ложки масла, полстакана пророщенной пшеницы. Иногда вместо последнего выдавался кусок хлеба. Также руководители секты подкармливали адептов объедками со своего стола.
Отбой начинался в 3-4 часа ночи (в некоторых ячейках в 0 часов), и на сон отводилось всего несколько часов. Спали члены «Ашрама Шамбалы» при открытых круглый год окнах, кто на чём придётся, включая голый пол. Для подчинения адептов руководство секты устраивало ночные подъёмы с репетициями ускоренного отбоя, после которых все по команде укладывались спать за считанные секунды.
Иногда (раз в неделю или в две) в раннее время суток, поздним вечером или тёмной ночью обитателям «Ашрама Шамбалы» разрешалось совершать групповые прогулки. Выходившие на улицу адепты разбивались на подгруппы и под руководством «наставника» шли к месту назначения. Таким же образом возвращались обратно.
Руднев и его сообщники-мужчины постоянно устраивали в секте групповые оргии с участием молодых девушек. Если потом у такой девушки рождался ребёнок, его сдавали в приют.
Над адептами совершались издевательства — окунали головой в унитаз с испражнениями, прижигали кожу сигаретами, надрезали тело. Особо провинившихся подвергали пыткам в виде сексуального унижения: групповые изнасилования, прилюдная мастурбация, гомосексуальные и лесбийские половые акты. Также адептов заставляли совокупляться с животными, например, с собаками. Всё это называлось «тантрическими ритуалами для посвящённых» и записывалось на видеокамеру.
На жаргоне организации не являющихся членами называли «мыши», по отношению к ним допускалось воровство, обман и насилие.

## Наименования, аффилированные организации и мероприятия
- Академия «Путь к счастью»[18][19];
- Академия оккультных наук[4][10][18][19];
- Алтайский ашрам Шамбалы[4][18][40][19];
- Центр «Беловодье»[4][5][10][18][19][41];
- «Женская школа бизнеса»[42];
- «Женский университет „Живое Солнце“»[42];
- «Женская бизнес магия»[42];
- «Злато младо»[18];
- Международная «Академия счастья»[5][19];
- «Общество „Олирна“»[4][10][18][19];
- «Основы эзотерического бизнеса»[5];
- «Путь в Беловодье»[18][19];
- «Раджниш-центр»[19];
- «Российская тантрическая школа»[4][5][18][19];
- «Русский эзотерический центр»[19];
- «Северная Шамбала»[40];
- «Сибирская ассоциация йогов»[4][10][18][19];
- «Сотиданандана-йога центр»[4][10][18];
- «Толтекклуб — НЕЧТО»[18];
- «Федерация йоги России» (Новосибирск)[19];
- Школа «Авицена»[4][10][18][19];
- «Школа Духовного Целительства Академии Гуру Сотидананданы»[4][18][19];
- «Эзотерическая школа Агарты»[19];
- «Эзотерические основы бизнеса» семинар[4][10][18][19];
- «Эзотерический Ашрам Шамбалы»[18][19];
- «Школа гейш»[5][18];
- «Школа йоги»[5][19];
- «Школа богинь»[5][18][40];
- «Школа Клеопатры»[42];
- Штаб «Эверест»[19].

16 февраля 2012 года в новосибирском Дворце культуры Железнодорожников адепт «Ашрама Шамбалы» Татьяна Бахарёва (Светлова) (в секте известная под именем «Изида-Аргония») провела «концерт-медитацию» под названием «Мироздание 2012».

## Печатные издания
В печатных изданиях полностью отсутствуют выходные данные (редакция, типография, город, заказ, тираж и т. п.).
Газеты
- «Целитель»[19];
- «Радужный лотос»[19];
- «Газета для дураков»[19].

## Бизнес-организации
В состав «Ашрам Шамбалы» входило несколько заочных школ — школа «НЛО» («контакт» с внеземными цивилизациями), школа «Бизнес — магии» («обретение чутья» в бизнесе), школа «Шаманизм» («обучение» шаманизму), школа «Духовное целительство» («обретение» оккультных способностей), школа «Духовное айкидо» («обучение» управлению внутренней энергией), школа «Тольтекская магия» («овладение» магией тольтеков), школа «Фараон» («обучение» гаданию, телепортации, «пробуждение» кундалини), школа «Шамбала» («обучение» связи со Вселенной, с эгрегором), школа «Нагваль» («обучение» самолечению), школа «Зорба Будда» («обучение» «созданию» предметов, «обучение» исихазму) — проводивших семинары, и предлагавших различную литературу от «необходимой» (стоимость на 2001 год — от 60 до 150 рублей) до «рекомендуемой» (стоимость на 2001 год — от 50 до 800 рублей), а также «магические» предметы (стоимость на 2001 год — от 50 до 1500 рублей).
Созданная Рудневым-«Богомудром Алтай Каганом» Международная Академия «Путь к Счастью» проводила семинары — Школа «Семейное Счастье», Школа «Русское язычество», Школа «Сибирский шаманизм», Школа «Духовное целительство», Школа «Бизнес-магия. Путь к материальному благополучию», Школа «Тантрической раджа-йоги», Школа «Астропланетарного каратэ. Методы психо-энергетической защиты», Школа «Орфики. Магия искусства. Развитие своей индивидуальности». При этом по сравнению с «Ашрамом Шамбалы» «оплата» за «обучение» и за материалы взималась в виде «пожертвований» и в у.е. — от 15,8 до 25 у.е. Также предлагались различные подделанные под алтайский шаманизм «магические» предметы — хомуз (от обычного — за 150 у.е. до Хомуза Богомудра Алтай Кагана — за 1000 у.е.), шаманский костюм (от обычного — за 1000 у.е. до шаманского костюма Богомудра Алтай Кагана — за 10000 у.е.), шаманская шапка (от 150 у.е. за обычную до 1500 у.е. за шаманская шапку Богомудра Алтай Кагана), шаманский бубен и кямла (от обычных за 400 у.е. до Богомудра Алтай Кагана за 10000 у.е.), шаманские сапоги (обычные — 150 у.е., а Богомудра Алтай Кагана — 1200 у.е.). В общей сложности для того, чтобы собрать всю «экипировку» Рулона, надо было заплатить около 26000 у.е. Также отдельно предлагались аудиозаписи на кассетах и компакт-дисках — серия «Магическая Музыка Шамбалы» (цена от 2,3 до 2,8 у.е. за штуку) и серия «Музыка исполнения желаний» (цена от 35 у.е. до 45 у.е.).

## Уголовное преследование
В 1999 году Прокуратура Новосибирской области возбудила уголовное дело в отношении Руднева по ст. 239 УК РФ («Организация объединения, посягающего на личность и права граждан»). В ходе расследования было установлено, что в секте имело место вымогательство, совращение малолетних, сексуальное насилие, садистские оргии, извращения (например, совокупление с животными) и надругательства, включая изготовление и продажу за рубеж порнографических видеозаписей. Также стало известно, что верхушка секты владеет десятком квартир в благоустроенных районах Новосибирска, переписанных на имя Рулона его адептами. Однако главный фигурант скрылся на 5 лет, и следствие было приостановлено. В 2000 году следствие было возобновлено, но лишь по факту уклонения от уплаты налогов и незаконной предпринимательской деятельности.
В апреле 2004 года в правоохранительные органы обратился мужчина из Брянска, разыскивающий свою дочь, попавшую в секту Руднева. В сентябре Руднев был задержан на даче в компании 8 несовершеннолетних девушек. С него было взято письменное обязательство являться на допросы в прокуратуру. По данным Газеты.ру, на продаже имущества адептов, видеопродукции оккультного и порнографического содержания, лекциях и семинарах Рулон заработал порядка 10 млн долларов.
8 ноября 2005 года в Воронеже была пресечена деятельность местной ячейки секты. В ходе оперативных мероприятий ФСБ в подвале одного из коттеджей были обнаружены 6 человек с признаками психического расстройства и в состоянии наркотического опьянения. Большинство адептов оказалось несовершеннолетними и из различных регионов России. После беседы с сотрудниками правоохранительных органов, кроме руководителя ячейки, остальные 5 человек были отпущены.
В конце октября 2008 года сотрудниками УБОП по Новосибирской области были проведены обыски в двух загородных домах в селе Плотниково и посёлке Новый, принадлежащих Константину Рудневу. В ходе обыска были задержаны 6 человек, находящихся в уголовном розыске, и изъяты марихуана, различные психотропные препараты, грибы, сборы трав, 23 ноутбука с видеосъёмками порнографического содержания, документы и литература секты, а также множество предметов для извращённого секса (фаллоимитаторы, плётки), ритуальные предметы и удостоверения личности граждан, отсутствовавших по адресу во время обыска. Было установлено, что члены секты проводили групповые практики, имевшие ярко сексуальный подтекст. Стоимость семинаров составила 3500—5000 рублей с человека (700—1000 руб. за один день). Местами проведения практик оказались несколько центров семьи, клуб подготовки беременных к родам, муниципальное учреждение дополнительного образования для детей и юношей и дом спорта. Также рядом во дворе коттеджа в Плотниково были обнаружены автомобили Hummer и Land Cruiser 200 — оба 2008 года выпуска.
В сентябре 2011 года Центром по противодействию экстремизму Управления МВД России по Рязанской области обнаружены и возвращены домой два ранее пропавших 18-летних подростка, попавших под влияние «Ашрам Шамбалы». В ходе оперативных мероприятий было установлено, что пропавшие могут находиться в Новосибирске. После случившегося с ними проводились реабилитационные мероприятия. По заявлению правоохранительных органов, секта ведёт активную вербовку адептов в Рязанской области.

### Дело Руднева

#### Судебный процесс 2011 года
В начале октября 2010 года сотрудниками Следственного комитета при прокуратуре России, территориальных управлений ФСБ и МВД России по Новосибирской области был произведён арест К. Д. Руднева. В рамках возбуждённого Искитимским МСО СУ СК РФ уголовного дела Рудневу и наиболее активным членам группы были предъявлены обвинения в создании религиозного объединения, посягающего на личность и права граждан (ч. 1 ст. 239 УК РФ), изнасиловании (ч. 1 ст. 131 УК РФ), насильственных действиях сексуального характера (ч. 1 ст. 132 УК РФ), незаконном хранении и сбыте наркотических средств (ст. 228.1 УК РФ). Потерпевшими были признаны 15 бывших участников организации, подавших иски к Рудневу на общую сумму 18 млн рублей.
24 июня 2011 года следственные органы передали материалы уголовного дела К. Д. Руднева в суд. Центральный районный суд Новосибирска удовлетворил ходатайство прокурора о продлении до 8 июля срока содержания под стражей Рудневу.
19 июля в Новосибирском районном суде состоялось первое судебное заседание по делу Руднева, на котором была зачитана обвинительная часть. Руднев выдвинутые против него обвинения не признал, его адвокаты были намерены добиваться полного оправдания. По мнению прокурора Веры Васильковой, в случае доказанности вины Руднева ему грозил срок тюремного заключения свыше 10 лет. На первом заседании прокурор начала оглашать обвинительную часть.
20 июля состоялось второе судебное заседание, в ходе которого прокурор продолжила оглашать обвинительную часть. Прокурор сообщила журналистам, что исследовать материалы дела и допрашивать свидетелей будут позже. Адвокат заявил, что в нынешнем году дело вряд ли удастся рассмотреть полностью, потому что оно состоит из 44 томов; вдобавок многие свидетели живут в других городах.
4 августа состоялось третье судебное заседание (на первых двух прокурор оглашала обвинительную часть, и было предоставлено слово подсудимому Рудневу), в ходе которого по причине неявки ни одного из 15 вызванных свидетелей суд приступил к оглашению материалов дела (было зачитано 3 из 44 томов). Адвокат Руднева Александр Нежинский заявил ходатайство о недопустимости ряда доказательств, в частности, протокола обыска, так как посчитал, что они были получены с нарушением закона, однако суд не разрешил ходатайства и назначил следующее заседание на 8 августа.
8 августа Новосибирский районный суд допросил первую потерпевшую, приехавшую на заседание из другого города, на свидетельских показаниях которой впоследствии были основаны доводы прокуратуры.
9 ноября потерпевшая от секты Ашрам Шамбалы по непонятным причинам не явилась на заседание Новосибирского районного суда, из-за чего следующее заседание было назначено на 29 ноября.
30 ноября на очередном заседании Новосибирского районного суда против лидера секты дала показания главная свидетельница, рассказавшая об обстоятельствах изнасилования и подтвердившая свои ранние показания.
Константином Рудневым был подан иск о защите чести и достоинства к электронной газете Правда.Ру и Александру Дворкину с требованиями взыскать 500 тысяч рублей с издания и 1 миллион рублей с Дворкина и опровергнуть утверждения, опубликованные 7 октября 2010 года в статье «Организатора оккультных оргий ждёт тюрьма». 26 марта 2012 года Басманный суд Москвы отклонил иск.
В начале июля 2012 года Новосибирский районный суд допросил ещё двух свидетелей, одна из них — мать девушки, которую в 80-х годах в возрасте 18 лет Руднёв вовлёк в секту. Старший помощник прокурора Октябрьского суда Наталья Юзжалина: «Она убегала из секты, а её избивали. После у неё была обнаружена шизофрения, и девушка проходила лечение в больнице. В 1997 году она ушла из дома и до сих пор числится в федеральном розыске».
17 августа 2012 года защита Руднева заявила ходатайство перед Новосибирским районным судом о приглашении на следующее заседание 22 августа эксперта-психиатра Шпитальского из ГНЦССП имени В. П. Сербского. Также адвокат Руднёва Александр Нежинский высказал мнение, что «допрос будет длиться ещё на протяжении двух-трёх месяцев», а также, что приговор будет вынесен в конце 2012 — начале 2013 годов. По сообщению старшего помощника прокурора Октябрьского суда Н. Юзжалиной, в течение августа через микрофон и с изменением голосов будут допрошены засекреченные свидетели.
7 ноября защита Руднева ходатайствовала перед судом о проведении новой экспертизы, поскольку выводы первой экспертизы являлись одним из основных доказательств вины Руднева.
26 декабря Новосибирский районный суд приступил к допросу самого подсудимого — Константина Руднева. В ходе судебного заседания Рудневу продлили срок содержания под стражей до 27 марта 2013 года. Ранее суд окончил допрос 50 свидетелей и 30 потерпевших из разных регионов России, хотя ранее было заявлено около 140 человек.
23 января 2013 года в Новосибирском районном суде после около 80 заседаний завершилось длившееся 1,5 года судебное следствие, и начались прения сторон. Государственный обвинитель — старший помощник прокурора Наталья Юзжалина — попросила суд приговорить Константина Руднева к 14 годам исправительной колонии строгого режима. По статье о «создании религиозного объединения, занимающегося противозаконной деятельностью», прокуратура потребовала 2 года ограничения свободы, но от этого наказания просила освободить, поскольку истекли сроки давности привлечения к уголовной ответственности (2 года). 28 января 2013 года выступила в прениях сторона защиты.
На 7 февраля было назначено оглашение приговора по делу Константина Руднева.

#### Приговор
7 февраля 2013 года Новосибирский районный суд признал Константина Руднева виновным по следующим статьям Уголовного кодекса Российской Федерации — ч.1 ст.239 (создание некоммерческой организации, посягающей на личность и права граждан), ч.1 ст.131 (изнасилование), ч.1 ст.132 (насильственные действия сексуального характера), ч.1 ст.30, ч.3 ст.228.1 (приготовление к незаконному сбыту наркотических средств в особо крупном размере) Уголовного кодекса РФ и приговорил основателя религиозной секты Константина Руднева к 11 годам заключения с отбыванием наказания в колонии строгого режима, штрафа в размере 100 тысяч рублей.
Потерпевшими от деятельности секты были признаны 15 человек, 14 из которых — жители других субъектов Российской Федерации. Общая сумма исков о компенсации морального вреда, заявленных потерпевшими в ходе следствия, составила более 18 млн руб. Суд взыскал с подсудимого 3,7 миллиона рублей в пользу потерпевших: 7 — по 500 тыс. рублей, ещё 1 — 200 тыс. рублей.)

#### Апелляция
После вынесения приговора адвокатом Руднева была подана апелляция, которую 6 мая 2013 года должна была рассмотреть коллегия по уголовным делам Новосибирского областного суда. 6 мая 2013 года заседание было перенесено по ходатайству адвоката на 27 мая 2013 года.
27 мая 2013 года коллегия по уголовным делам Новосибирского областного суда после рассмотрения апелляции оставила приговор без изменений. Сам Константин Руднев не присутствовал в зале заседания суда, поскольку продолжал находиться в СИЗО, но допрос подсудимого осуществлялся по видеосвязи.
23 июля 2014 года Верховный Суд Российской Федерации оставил без изменения апелляционную жалобу на решение Новосибирского областного суда о запрете деятельности «Ашрама Шамбалы».

#### Заключение и освобождение
Пока Константин Руднев находился в СИЗО № 1 Новосибирска, он был поставлен на профилактический учёт как склонный к побегу. Отбывать срок осужденного отправили в одну из колоний Норильска. На этапе в Заполярье, говорится в материалах суда, заключённый серьёзно заболел. После хирургической операции, которую ему провели в красноярской тюремной больнице, его вернули в СИЗО Новосибирска, где он находился последние пять лет.
Во время отбывания наказания создатель секты получил 9 взысканий: 6 выговоров, 3 водворения в штрафной изолятор на 5, 9 и 13 суток соответственно. Провинности, в частности, выражались в том, что он лежал на заправленной кровати после подъёма, находился в камере без форменной куртки, не реагировал на распоряжение дежурного по этажу убрать с кровати полотенце, а также в самовольном занавешивании своего спального места.
Дзержинский районный суд Новосибирска отклонил ходатайства Руднева о замене вида исправительного учреждения на более мягкое и несколько его прошений об условно-досрочном освобождении.
30 сентября 2021 года после 11 лет заключения Константин Руднев вышел на свободу в возрасте 54 лет, полностью отбыв назначенный срок лишения свободы.

## Гражданские иски потерпевших
13 января 2013 года суд города Стрежевой Томской области в полном объёме удовлетворил иск в размере 500 тыс. рублей местного жителя, обвинявшего Руднева причинении ему психического расстройства, когда, начиная с 2003 года, истец посещал филиал секты. Итогом стало резкое изменение поведения: потеря интереса ко всему, кроме секты, замкнутость, конфликты с родственниками, прекращение учёбы и общения с друзьями. Суд признал, что сектой «были причинены глубокие нравственные страдания, потеряны годы жизни для восстановления психического здоровья, истец не в состоянии осуществлять полноценную жизнедеятельность и пользоваться в полном объёме своими гражданскими правами».

## Другие факты
- В юности К. Руднев увлекался йогой и восточной философией. Кроме того, в секте были популярны книги К. Кастанеды, В. Аверьянова[4][19].
- Кроме книг «Путь дурака», лидерами использовались видео- и аудио- материалы, наборы «магических» предметов. В секте продавали большое количество «магических предметов» — «колокольчики счастья», «безошибочно пишущие ручки», «самопишущие ручки Шамбалы», «неразменный пятак», «волшебный гребень», «карандаш красоты», «маятники для кладоискателей». При этом цена «неразменного пятака» в конце 90-х годов составляла от 500 рублей за штуку[4][18][19].
- В группе приветствиями являются возгласы «Гыыч Ом!» и «Намастэ»[18].
- Во время половых сношений адепты должны были одновременно и в глубоком наслаждении издавать звуки «А-А-А», «О-О-О», «М-М-М», что якобы должно было означать аббревиатуру похожую на Аум (Ом)[18].
- После задержания в 2004 году Руднев был направлен на медицинское освидетельствование, признан психически невменяемым и направлен на лечение в психиатрическую больницу г. Новосибирска, откуда вскоре сбежал[10][18].
- На изъятых сотрудниками ФСБ видеоматериалах полностью обнажённый Руднев ложился на пол и говорил своим последовательницам бить его ногами по различным частям тела, а также сыпать соль на открытую рану спины[35].
- Женщин в секту завлекали обещаниями «освободить их скрытую сексуальную энергию» и научиться «соблазнять партнёра». После уплаты определённой суммы денег «лакшми» (так в секте называли «гейш») проходили краткий курс лекций «о добре и зле», а также о «силе женственности» и «раскрепощении чакр». В качестве выпускного «экзамена» «школы» женщинам предлагалось заняться групповым сексом и совокуплением с животными, что на жаргоне секты называлось «тантра-йогой». Тех, кто лучше всего овладел «тантра-йогой», ожидало путешествие на Алтай и встреча с высокопоставленной «жрицей ашрама» Амритой и вечный поиск «шамбалы»[20].

## Характеристики, оценки и критика
В религиоведческом и психолого-психиатрическом аспектах «Ашрам Шамбалы» характеризуется как асоциальное новое религиозное движение и культ, использующий техники и приёмы, направленные на формирование у членов психологической зависимости от группы и лидера.
А. Л. Дворкин определяет Руднева как одиозного псевдо-тантрического гуру, а его организацию — как «оккультную тоталитарную секту», и особо отмечает, что «О секте же Руднева с полным правом можно говорить как о совершенной тоталитарной секте».
По информации правоохранительных органов Российской Федерации,
Для полного подавления воли в секте применялись психическое и психологическое насилие в виде специальных методов агрессивного внешнего воздействия на психику, имеющее цель поставить волю вовлекаемых лиц под контроль руководителя секты, а также групповое употребление наркотиков, изнасилования. В результате у нескольких адептов развились тяжёлые психические заболевания.